# Formule Renault
 (juin 2012).
Si vous disposez d'ouvrages ou d'articles de référence ou si vous connaissez des sites web de qualité traitant du thème abordé ici, merci de compléter l'article en donnant les références utiles à sa vérifiabilité et en les liant à la section « Notes et références ».

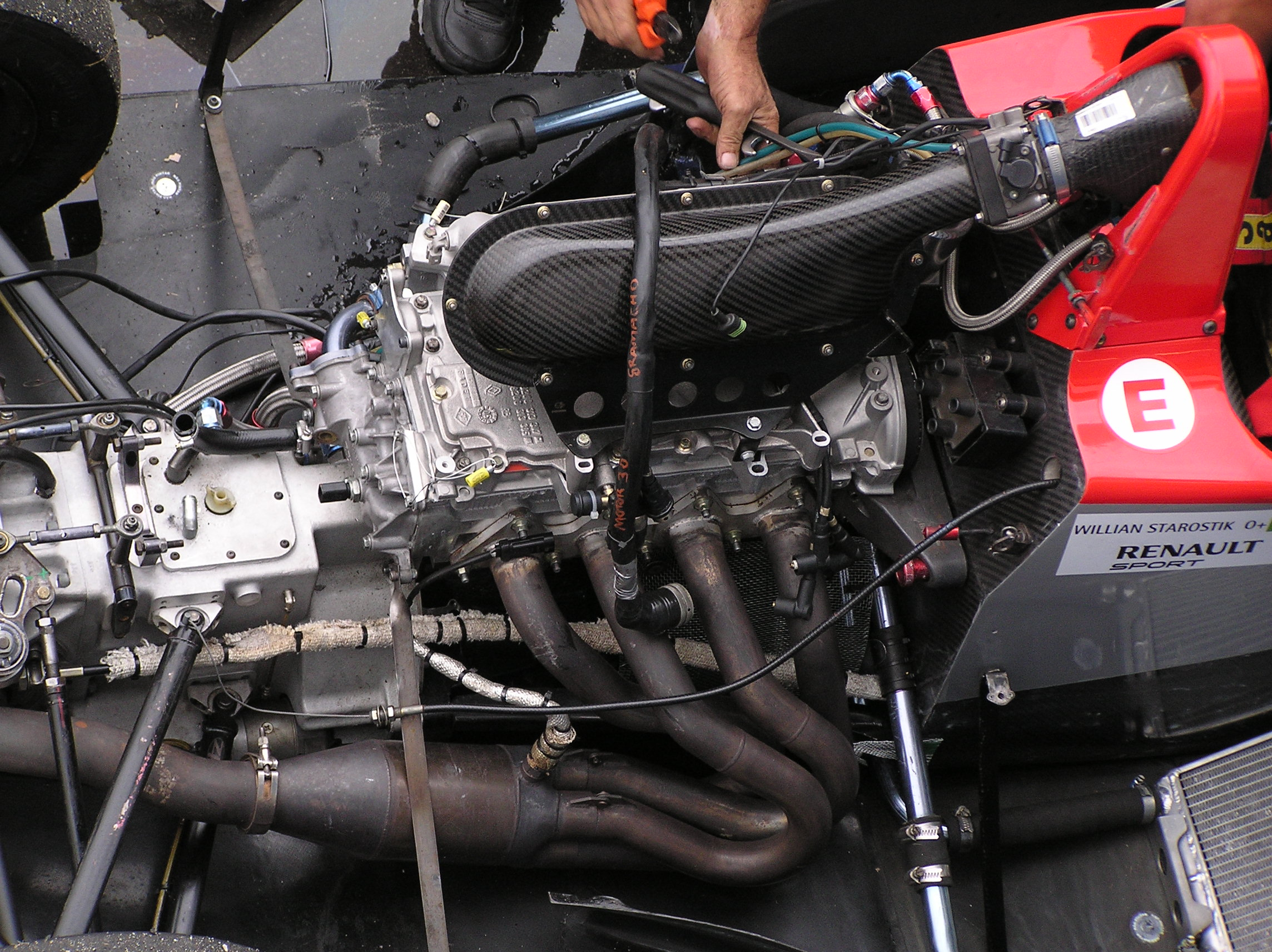
Renault F4R FRS (2006), 4 cylindres, 16 soupapes (Renault Clio RS 1998 cm³)

La Formule Renault est une catégorie de voiture de course de type monoplace. Il s'agit d'une discipline d'accès au sport automobile, puisqu'on y retrouve de nombreux pilotes directement issus du karting. La Formule Renault a repris, en 1971, les réglementations sportive et technique de la Formule France, créées en 1968 par la Fédération française du sport automobile (FFSA) 
Par Formule Renault, on désigne généralement la Formule Renault 2.0 à partir de 2005, qui se décline en de nombreux championnats nationaux, ainsi qu'en un championnat européen appelé Eurocup Formula Renault 2.0, que disputent en parallèle des divers championnats nationaux. Les Formules Renault disparaissent progressivement du paysage des formules de promotion après les réformes de la Fédération internationale de l'automobile pour promouvoir la Formule 2, la Formule 3, la Formule 3 régionale et la Formule 4 au milieu des années 2010.
La Formule Renault 2 litres ne doit pas être confondue avec la Formule Renault 3,5 litres, discipline reine des World Series by Renault (par abus de langage, World Series by Renault est d'ailleurs souvent synonyme de Formula Renault 3.5 Series). Véritable antichambre de la Formule 1, la Formule Renault a ouvert la porte de cette compétition à de nombreux pilotes et on peut citer récemment Sebastian Vettel, Kimi Räikkönen, Lewis Hamilton, Fernando Alonso, Daniel Ricciardo, Daniil Kvyat, Valtteri Bottas, Felipe Massa, Kamui Kobayashi, Jean-Éric Vergne, Romain Grosjean, Will Power, mais aussi auparavant Alain Prost, Jacques Laffite, René Arnoux, Patrick Tambay, Olivier Panis, Pedro de la Rosa, François Hesnault, Christian Danner, Stéphane Sarrazin, José María López et Tiago Monteiro.

## Formule Renault 1.6
La Formule Renault 1.6 se compose de pilotes issus directement du karting. Peu répandu dans le monde entier, le championnat s'arrêta prématurément en Belgique, en Italie et en Espagne, ainsi qu'en Amérique Latine et en Amérique du Nord. 

## Formule Renault 2.0

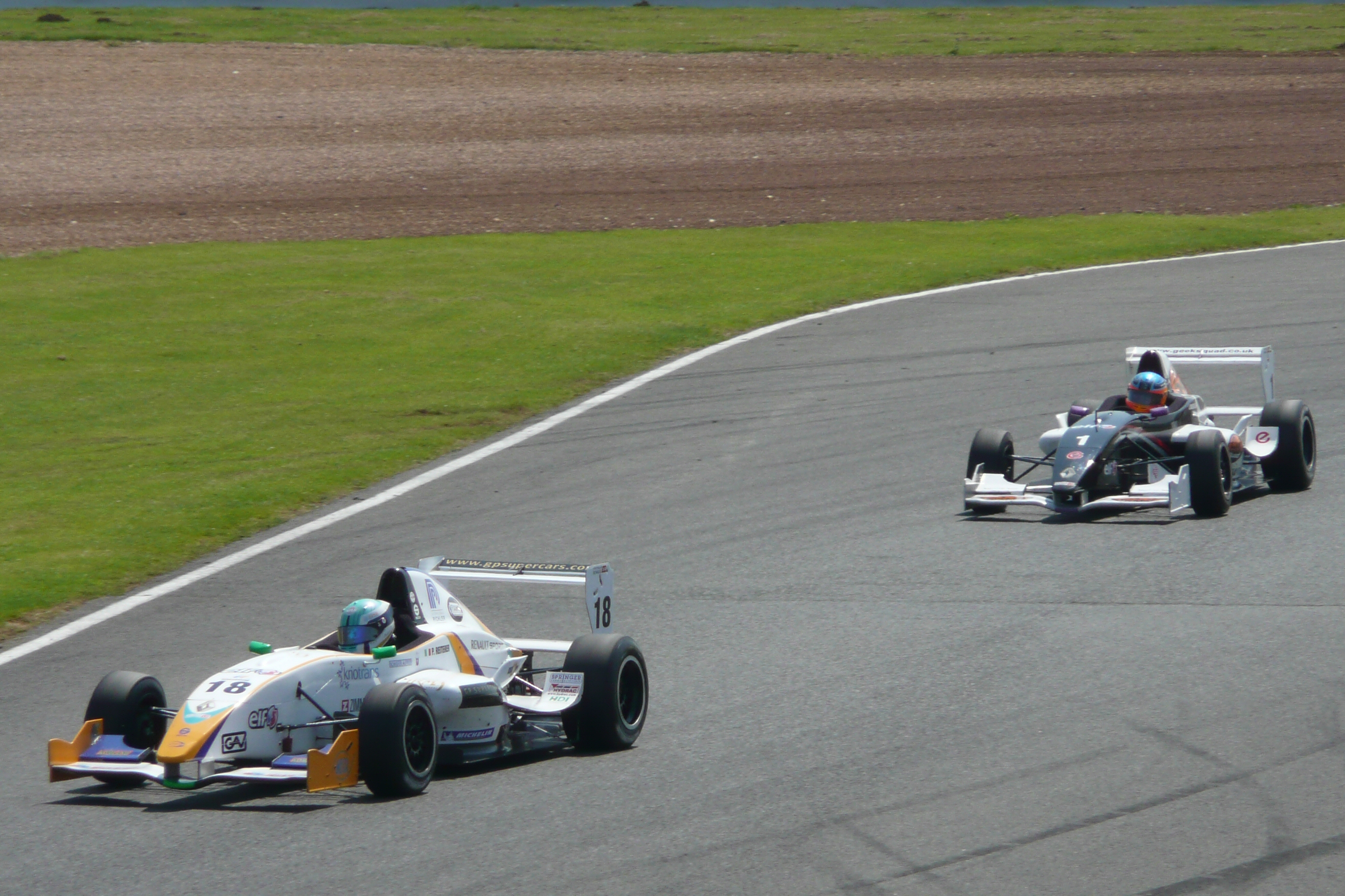
Course de FR 2.0 à Silverstone (Angleterre) en 2008.

La Formule Renault 2.0, la plus populaire des formules de promotion de la marque au losange, se dispute à travers de nombreux championnats nationaux. Actuellement[Quand ?], l'Eurocup, championnat de la World Series by Renault, fait office d'antichambre de la Formule Renault 3.5. La Formule Renault 2.0 est une discipline très prisée pour accéder aux formules de promotion supérieures, notamment le pinacle du sport automobile, la Formule 1. Une des rares exceptions à noter: le champion finlandais Kimi Räikkönen intègre la Formule 1 dans la foulée de ses succès en Formule Renault 2.0, dont le titre en Grande-Bretagne.
Les championnats de Formule Renault 2.0 deviennent des championnats de Formule 3 régionale ou disparaissent totalement. Le championnat phare d'Eurocup Formula Renault 2.0 devenant la Formula Renault Eurocup, utilisant des F3 régionales depuis 2019.

## Formule Renault 3.5
La Formule Renault 3,5, discipline reine de la World Series by Renault, est également considéré comme une antichambre de la Formule 1, bien qu'elle soit plus discrète que le championnat de Formule 2 FIA, disputé en support des Grands Prix de F1. Beaucoup de jeunes pilotes ayant intégré cette formule de promotion ont pu grimper les échelons dans la hiérarchie du sport automobile: parmi les pilotes célèbre passés en FR3.5, nous pouvons citer Robert Kubica, Sebastian Vettel et plus récemment Jean-Éric Vergne ou Daniel Ricciardo.
Le dernier championnat de Formule Renault 3.5 disparait en 2017.

## Formule Renault Europe
La Formule Renault Europe (ou Super Formule Renault) est une catégorie ayant existé de 1975 à 1977.